# Mastira bipunctata
Mastira bipunctata är en spindelart som beskrevs av Tord Tamerlan Teodor Thorell 1891. Mastira bipunctata ingår i släktet Mastira och familjen krabbspindlar. Inga underarter finns listade i Catalogue of Life.